# Euhybus coquilletti
Euhybus coquilletti är en tvåvingeart som beskrevs av Axel Leonard Melander 1927. Euhybus coquilletti ingår i släktet Euhybus och familjen puckeldansflugor.
Artens utbredningsområde är North Carolina. Inga underarter finns listade i Catalogue of Life.